# Oyem

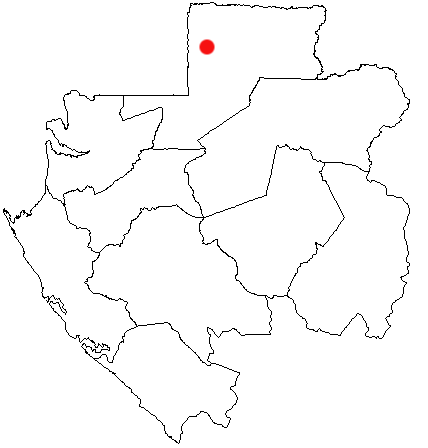
Localização de Oyem, no Gabão.

Oyem é a maior cidade e capital da província de Woleu-Ntem, no norte do Gabão sendo banhada pelo rio Ntem. Tem uma população estimada em 2013 de 60 mil habitantes. Esta perto da fronteira com Camarões.

## Economia
Oyem tem sua economia ligada a agricultura sendo coco e café as principais culturas exportadas, principalmente para Camarões.